# Anguengue
Anguengue est un village du Cameroun situé dans le département du Haut-Nyong et la région de l'Est.
Il fait partie de la commune d’Angossas.

## Population
En 1966-1967, on y a dénombré 342 habitants.
Lors du recensement de 2005, Anguengue comptait 385 habitants.

## Développement
Selon le Plan Communal de Développement d’Angossas (2012), afin d'accéder aux soins de qualité, la création d'une mutuelle de santé a été envisagé dans le secteur Anguéngué-Bagbetout.
De plus, l'affectation de trois enseignants qualifiés et la construction et équipement de quatre salles de classe ont été planifiés pour offrir une éducation de qualité aux locaux.
Face à la manque de structures d’encadrement des jeunes, un diagnostics organisationnels, techniques et économiques (DOTE) des Centres d’Alphabétisation Fonctionnelle (CAF) était mise en place dans la commune.
La réhabilitation d'un puits / forages d’eau, la construction de deux puits / forages d’eau et un aménagement de trois sources d'eau ont été également envisagés dans le but de faciliter l'accès à l'eau potable.